# Mälby, Norrtälje kommun
Mälby är en bebyggelse vid riksväg 77 i Gottröra socken i Norrtälje kommun. Från 2015 avgränsar SCB här en småort.